# The Seven Year Hitch
The Seven Year Hitch is een Amerikaanse televisiefilm uit 2012. Het is een romantische komedie geregisseerd door Bradford May en met Darin Brooks en Natalie Hall in de hoofdrollen.

## Verhaal
Kevin en Jennifer zijn al sedert hun kindertijd beste vrienden. Als ze afstudeert koopt de ambitieuze Jennifer meteen een huis, en Kevin, die bordspellen bedenkt en als golfcaddy werkt, trekt "tijdelijk" bij haar in. Zeven jaar later wordt Jennifer ten huwelijk gevraagd door de gehaaide advocaat Bryce en vraagt ze Kevin te verhuizen. Die vindt Bryce maar niets en ontdekt dat er een wet bestaat die maakt dat hij en Jennifer eigenlijk de facto getrouwd zijn. Jennifer wil dat hij een verklaring van afstand ondertekent en stuurt hem van van hot naar her om hem te laten zien dat het huwelijksleven niets voor hem is. Kevin voldoet echter glansrijk aan al haar wensen en is helemaal niet meer de nietsnut waarvoor Jennifer hem al die jaren aanzag. Als Bryce haar dan als een voetveeg begint te behandelen wordt haar duidelijk dat ze maar een attribuut is voor hem en verbreekt de verloving. Ze zoekt Kevin op die net zijn laatste bordspel heeft kunnen verkopen en nu van plan is eindelijk zijn diploma te behalen, en ze kussen.

## Rolverdeling
| Acteur            | Personage          | Opmerkingen                         |
| ----------------- | ------------------ | ----------------------------------- |
| Darin Brooks      | Kevin              | Protagonist                         |
| Griffin Cleveland | Zesjarige Kevin    | Protagonist                         |
| Natalie Hall      | Jennifer           | Kevins huisgenote en beste vriendin |
| Danielle Parker   | Zesjarige Jennifer | Kevins huisgenote en beste vriendin |
| Ryan Doom         | Bryce              | Jennifers verloofde                 |
| John Sloan        | Jeremy             | Kevins broer en aspirant-advocaat   |
| Katy Stoll        | Sally              | Vriendin van Jennifer en advocate   |
| George Wendt      | Mr. Henderson      | Buurman                             |
| Frances Fisher    | Mvr. Von Hoffman   | Bryces bazin                        |
| Gedde Watanabe    | Mr. Fujimura       | Jennifers Japanse klant             |